# André-Joseph Allar

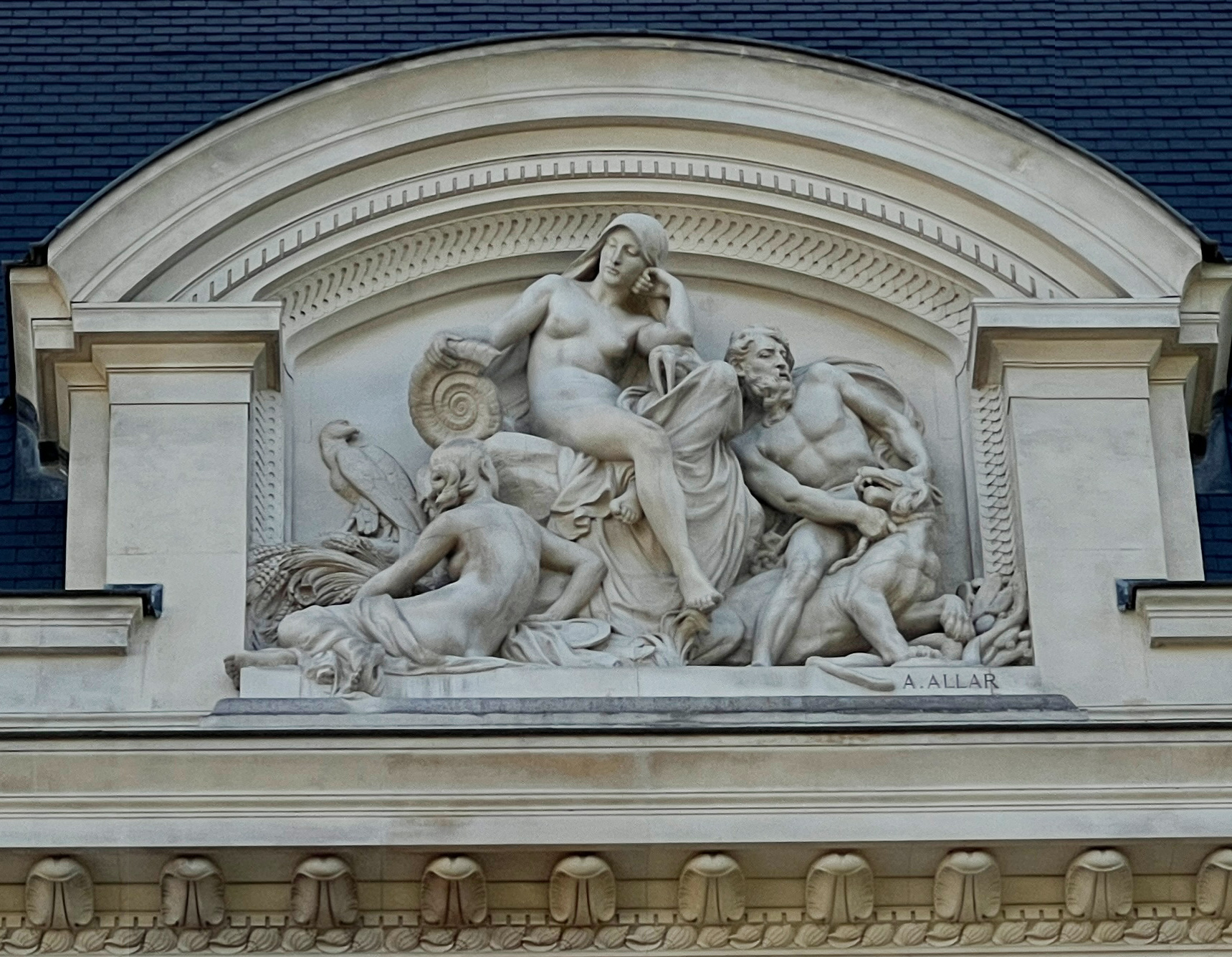
La Paléontologie (1898), Parigi, galleria di Paleontologia e di Anatomia comparata

André-Joseph Allar (Tolone, 22 agosto 1845 – Tolone, 11 aprile 1926) è stato uno scultore francese.

## Biografia
André Allar era figlio di Benoît David César Allar, che lavorava all'arsenale di Tolone, e di una sarta, Hélène Talon. Suo padre aveva ereditato il castello di Castellet e ne aveva fatto dono al comune. Suo fratello maggiore, il futuro architetto Gaudensi Allar, lavorò presso l'arsenale, finché non venne assunto su una nave come mozzo, nel 1855. Di ritorno, Gaudensi venne assunto in una stamperia, dove fece ammettere suo fratello André come apprendista nel 1857.
Divenne uno scultore di successo dopo aver studiato con Antoine Laurent Dantan e Pierre-Jules Cavelier. È noto per i suoi lavori su piccola scala e i progetti architettonici con la maggior parte del suo lavoro situato nel museo locale di Tolone, tra cui Ercole che trova suo figlio morto. Le sue opere su Ercole sono evidentemente ispirate all'eroe greco, ma in particolare alle storie che raffigurano il personaggio come un salvatore. Le sue opere architettoniche includono i lavori presenti nel Palacio Legislativo Federal con Laurent Marqueste e nel Palacio de Bellas Artes a Città del Messico. Un'altra delle sue opere famose è la statua della legge esposta sulla facciata del Palazzo di Giustizia a Roma. Scolpì anche l'Iside senza veli, una statua ispirata alla celebre dea egizia, il cui gesso venne esposto nel Salone nel 1894.
Nel 1896 venne insignito dell'onorificenza di ufficiale della Legion d'onore e, nel 1905, entrò a far parte dell'Institut de France. Vinse vari premi, ma in particolare il Prix de Rome nel 1869 per la sua scultura, e in seguito divenne membro dell'Académie des beaux-arts il 20 maggio 1905.
Morì a Tolone l'11 aprile 1926 e venne sepolto nel cimitero centrale della città. Una strada a Marsiglia è stata intitolata in suo onore.

## Opere principali nelle collezioni pubbliche

### Francia

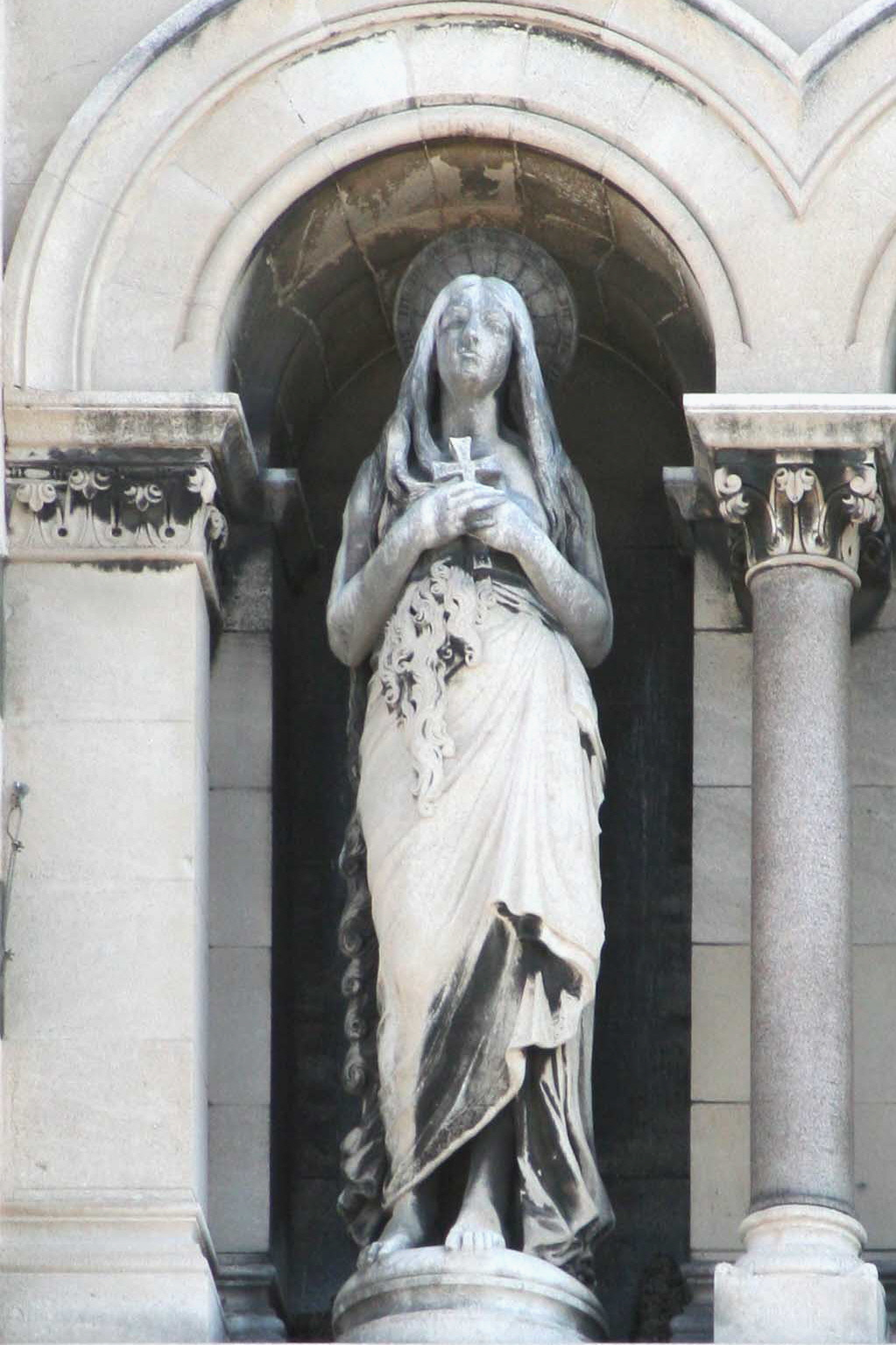
Sainte Madeleine, Marsiglia, cattedrale di Santa Maria Maggiore

- Bordeaux, museo d'Aquitania, facciata: La Ville de Bordeaux, 1884, bassorilievo.
- Domrémy-la-Pucelle, piazzale della basilica di Bois-Chenu: Jeanne et ses voix, 1894.
- Lisieux, giardino pubblico del municipio: La mort d'Alceste, 1881, ispirato dalla morte della moglie.[10]
- Marsiglia: 
  - Sainte Madeleine sulla facciata della Cattedrale di Santa Maria Maggiore;
  - Hécube découvrant le cadavre de Polydore, Museo di belle arti di Marsiglia;[11]
  - Busto di Franz Mayor de Montricher, galleria del palazzo Longchamp;
  - Fontaine de la place Castellane, in collaborazione con Jules Cantini, 1911;[12]
  - Fontaine de la place Estrangin, 1890.
- Nizza, giardino Alberto I: Monument du Centenaire, 1896.
- Parigi:
  - caserne des Célestins, boulevard Henri-IV:
    - bassorilievi sulla facciata, 1891;
    - Marianne, monumento ai caduti della caserne des Célestins, 1924.[13]

  - cappella della Sorbona, facciata nord: L'Éloquence, statua;
  - Collegio di Francia: La Musique e L'Astronomie, 1890;
  - Giardini del Lussemburgo: Statua di Frédéric Le Play, 1906;
  - Grand Palais, facciata: bassorilievo.
  - Hôtel de Ville de Paris, facciata: Statue di Jean Bullant e di Jean Goujon.
  - Museo nazionale di storia naturale, frontone della galleria di Paleontologia e di Anatomia comparata: La Paléontologie, 1898, altorilievo in pietra;
  - Museo d'Orsay: Enfant des Abruzzes, bronzo;[14]
  - Scuola nazionale superiore delle belle arti: Alexandre le Grand buvant tandis que son médecin Philippe lit la lettre de Parménion, bassorilievo.[15]
- Tolone:
  - place de la République: Monument de la Fédération;
  - museo d'arte: Ritratto di suo fratello Gaudensi.
- Veules-les-Roses, place Mélingue: Monumento a Victor Hugo, opera di André-Joseph Allar, Louis-Ernest Barrias e Denys Puech.

### Messico
- Le sculture de La giovinezza e L'età virile al Palacio de Bellas Artes di Città del Messico.

## Galleria d'immagini

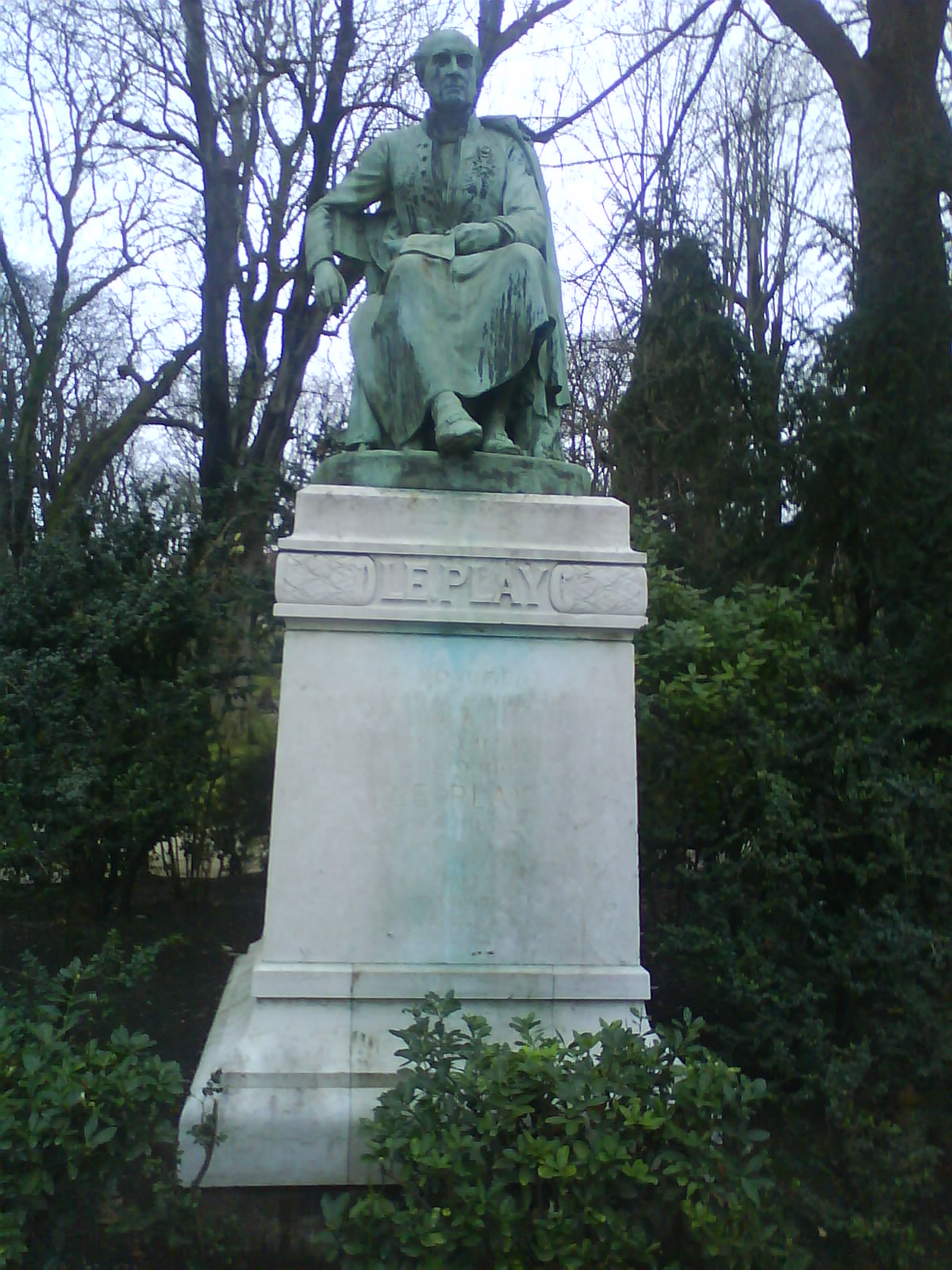
Frédéric Le Play, Giardino del Lussemburgo
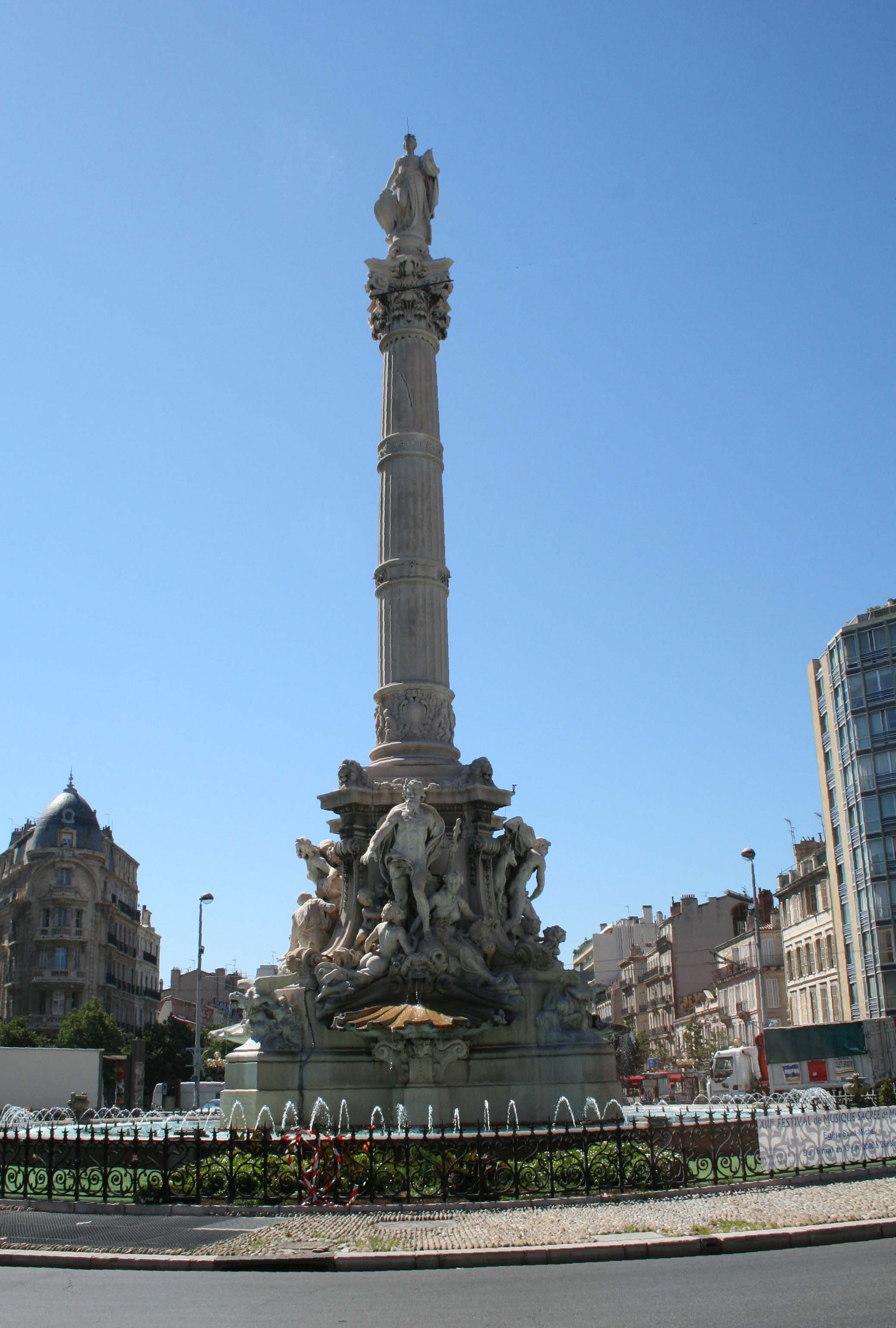
Fontaine Place Castellane
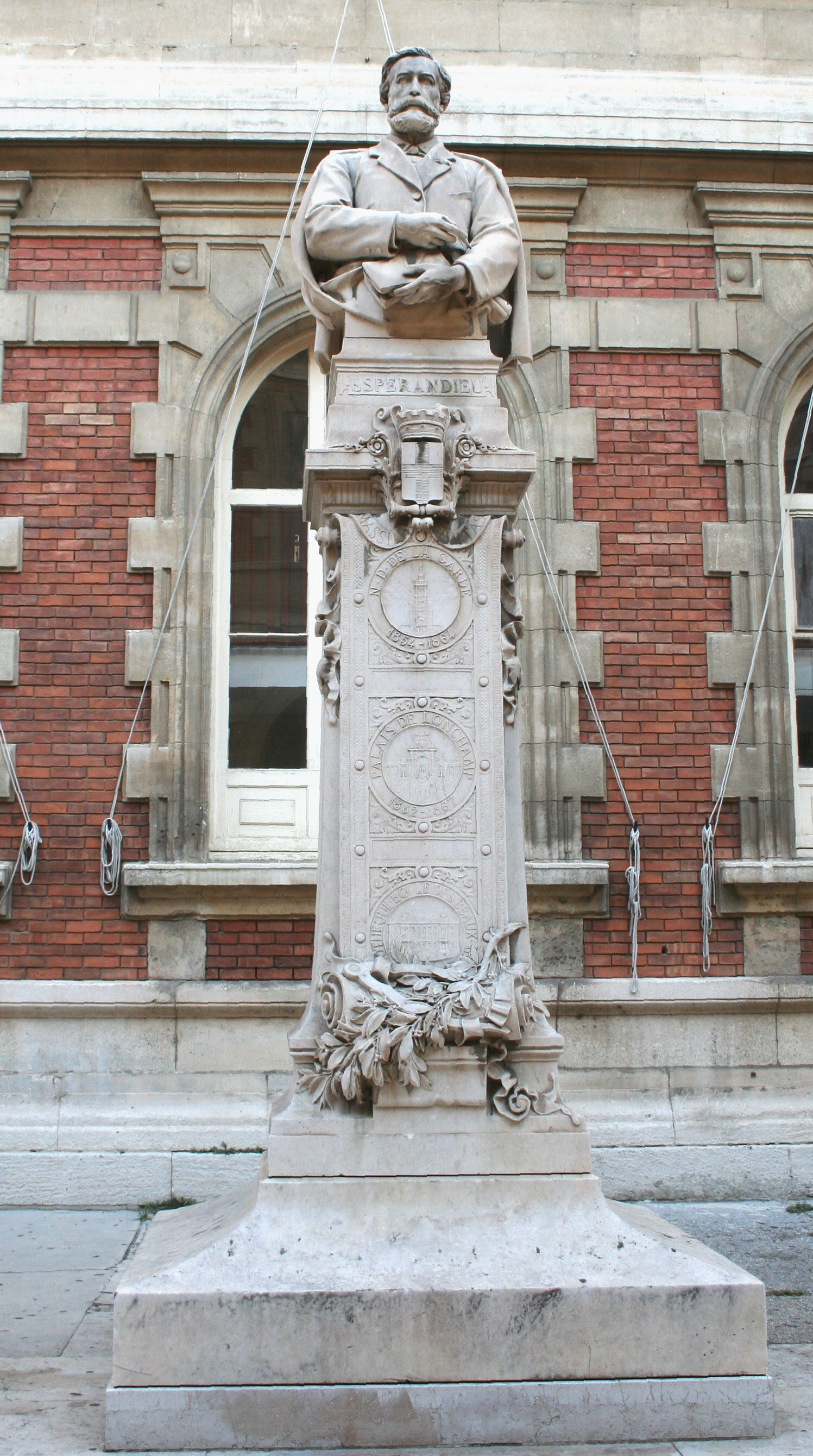
Henri-Jacques Espérandieu, architetto
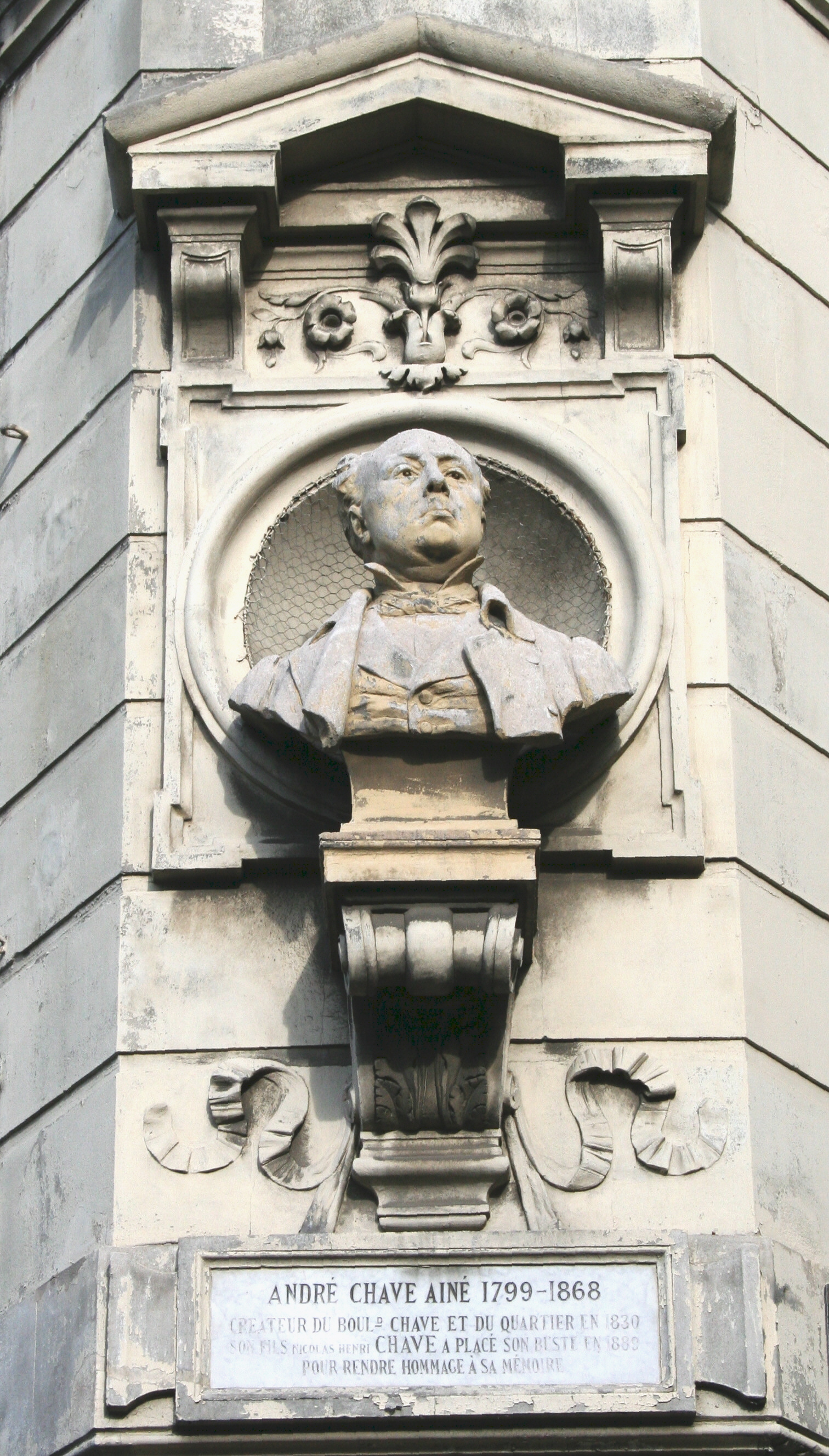
Busto di André Chave
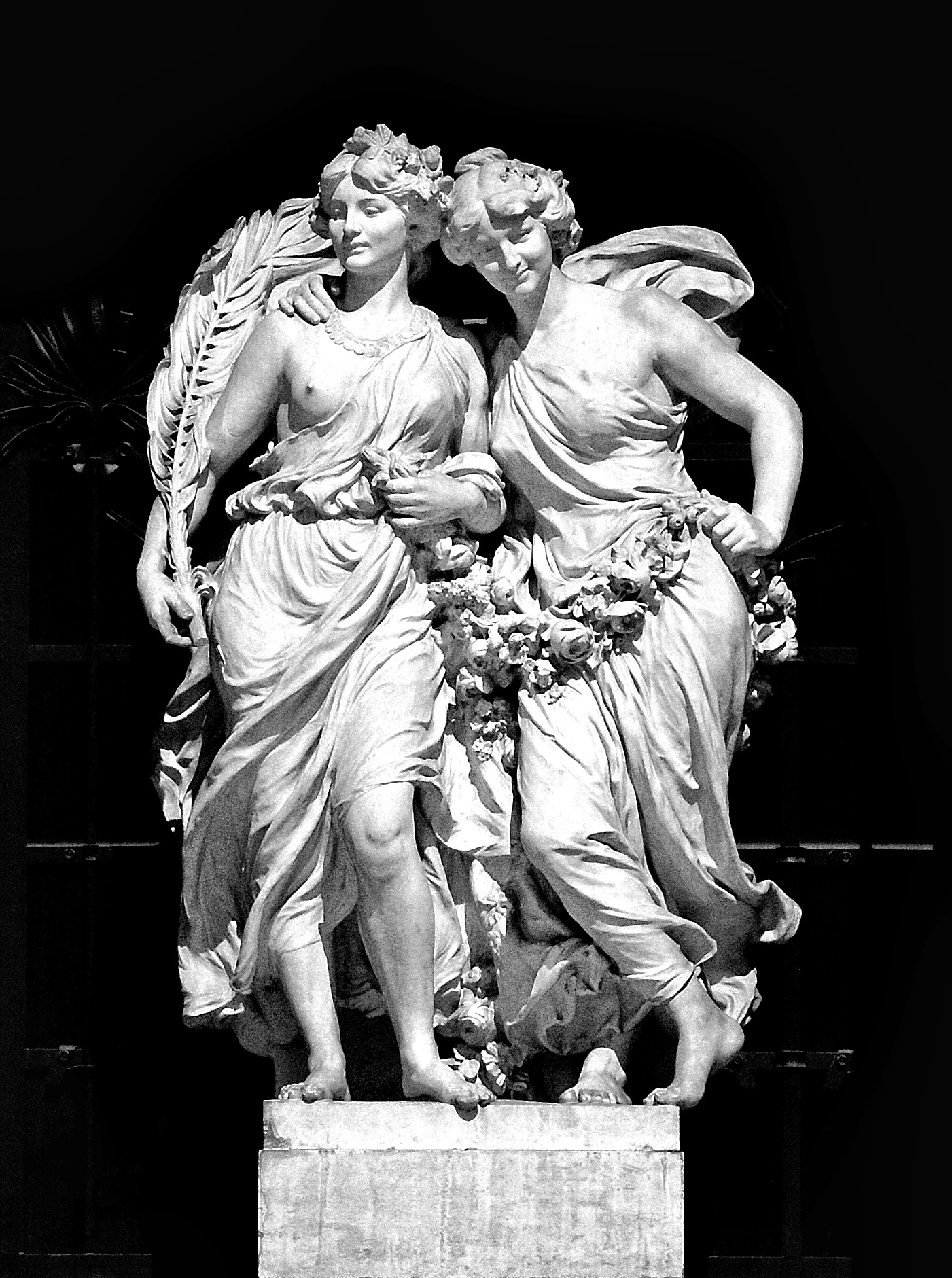
La giovinezza
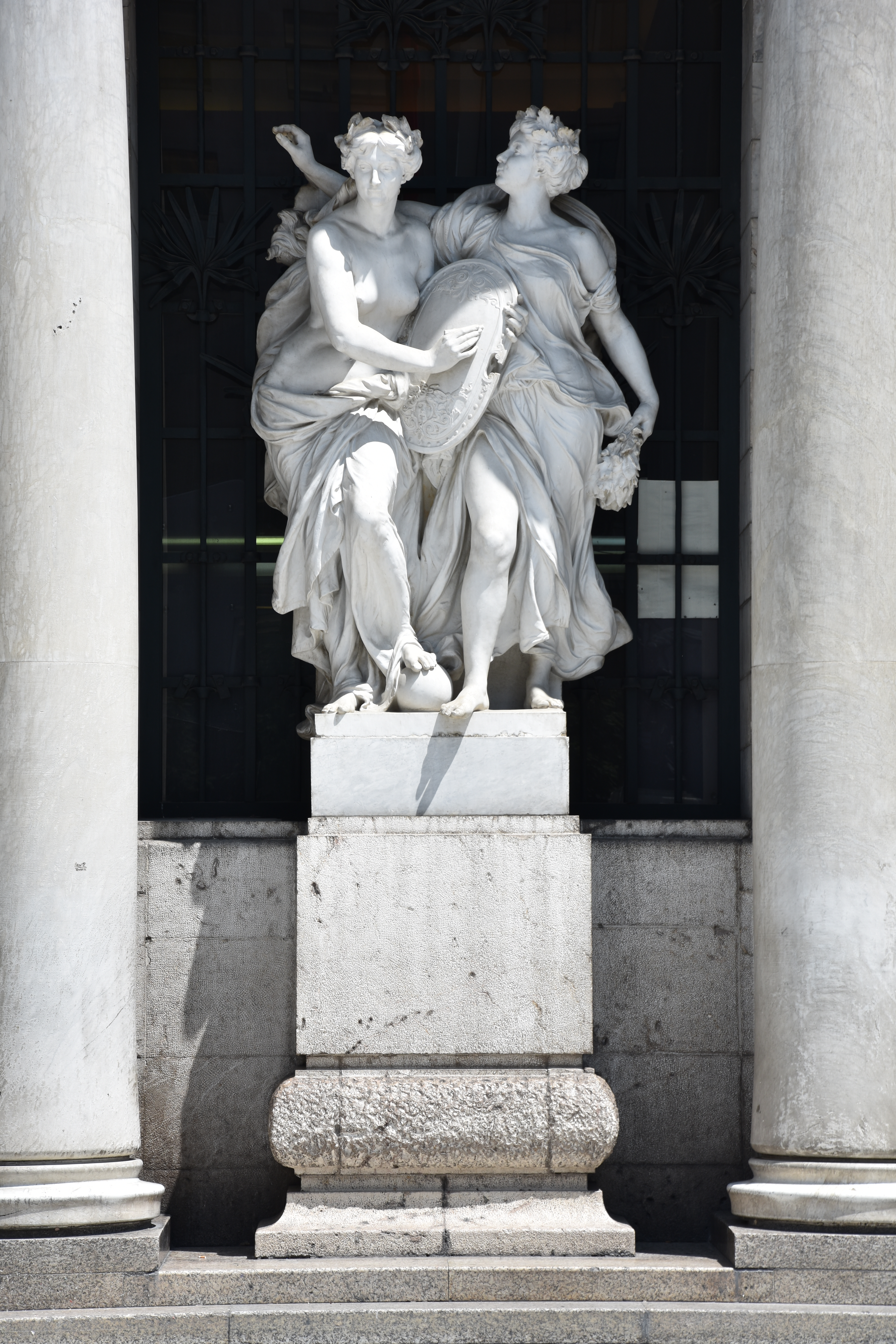
L'età virile